# Najwa bin Laden
Najwa Ghanem (nacida c. 1960
)  es una mujer siria de origen yemení que fue la primera esposa y prima hermana de Osama bin Laden, siendo hija del hermano de su madre. También se la conoce como Umm Abdallah (madre de Abdallah). 

## Biografía
Najwa nació de Ibrahim y Nabeeha en Latakia, Siria, y su familia era originaria de Yemen. Tenía cinco hermanos.  Osama se casó con Najwa en 1974, cuando ella tenía catorce años, en Latakia.  Viajó con él a Sudán y Afganistán y tuvieron once hijos.
Según Abu Jandal, ella abandonó Afganistán antes de los ataques del 11 de septiembre y no regresó.  Según Najwa y su hijo Omar bin Laden, ella abandonó Afganistán el 9 de septiembre de 2001.  En 2005, Hutaifa Azzam, hijo de Abdullah Azzam, declaró que vivía en Damasco con su hijo Abdel Rahman. 

## Familia
Es madre de once hijos: Omar, Abdallah, Saad, Abdul Rahman, Osman, Mohammed, Fatima, Iman, Ladin, Rukhaiya y Nour.  Fue coautora de Creciendo con Bin Laden junto a Omar.  Su hija Imán, liberada por Irán en 2010, se fue a vivir con ella a Siria. Según un familiar cercano, en 2011, la madre de Najwa murió de conmoción y dolor después de enterarse de la muerte de su yerno. 